# قمارباز (رمان)
قمارباز (روسی: Игрок، Igrok) رمان کوتاهی از داستایفسکی، نویسندۀ مشهور روس است، رمان نشان‌دهندۀ اعتیاد خود داستایفسکی به رولت می‌باشد که الهام‌بخش نوشتن این کتاب شد. نویسنده در هنگام نوشتن کتاب، تحت مهلتی سخت برای بازپرداخت بدهیَش ناشی از قمار بود.
قمارباز یکی از آثار درخور و ممتاز داستایفسکی  است که در سن ۴۵ سالگی وی، تنها در مدّت ۲۶ روز نگاشته شده‌ است.
داستان رمان، ماجرای خانواده‌ای روس است که بر اثر تحوّلات و بی‌لیاقتی‌ها ثروت انبوه خود را از دست داده و مجبور به مهاجرت به کشور دیگری شده‌اند. راوی داستان که معلّم فرزندان این خانواده است، داستان را در حالی روایت می‌کند که یا از قمارخانه برگشته است یا در راه قمارخانه است. وی به شانس خودش در قمار اعتقاد دارد امّا در پی باختن در قمار، تمام ثروت خود را از دست می‌دهد.

## داستان
راوی داستان - آلکسی ایوانوویچ - فردی دانشگاه رفته و به قول خودش نجیب‌زاده‌ است که شغل آموزگاری دارد. داستان از جایی شروع می‌شود که وی به عنوان معلّم سرخانهٔ نوه‌های ژنرال در استخدام او است. ژنرال افسر بازنشستهٔ ارتش روسیه است که در ضمن داستان اشاره می‌شود که با درجهٔ سرهنگی بازنشسته شده‌است؛ ولیکن خود را همه جا ژنرال معرفی می‌کند و دیگران نیز او را به این نام می‌خوانند. ژنرال به سبب بدهی سنگین مالی، تمام املاکش را در روسیه گرو گذاشته و حالا همراه خانوادهٔ خود در هتلی در رولتنبورگ اقامت دارد. راوی تعریف می‌کند که جز خانوادهٔ ژنرال و او که به عنوان معلم بچه‌ها ملازم آن‌ها است، چه کسانی در کنار ژنرال هستند: مارکیز دوگریو یک بورژوای فرانوسوی که ژنرال مبلغ زیادی به او بدهکار است، مادمازل بلانش دوکومنژ که ژنرال دل به او بسته همراه با مادرش کنتس دوکومونژ، مستر آسلی یک نجیب زادهٔ انگلیسی که سهام‌دار کارخانهٔ قند است و پرنس نیلسکی که ارتباط خاصی با خانواده ندارد ولی در گردش‌ها آن‌ها را همراهی می‌کند.
راوی، عشق جنون‌آمیزی به پولینا الکساندرونا پراسکوویا - دختر خواندهٔ ژنرال - دارد. این احساس از یک سو و تمایل او برای به چالش کشیدن آدم‌های متظاهر افرادش برای این که نقاب نزاکت و ادب را از چهرهٔ خود بردارند و نیّات مادی و پست خود را نمایان کنند، باعث می‌شود بی‌پروا به بحث‌هایی با ژنرال و دوگریو بپردازد که موجبات خشم و تعجّب ایشان را برمی‌انگیزد؛ ولی نکته‌سنجی‌های رندانهٔ راوی باعث می‌وشود که آن‌ دو در بسیاری از موارد از واکنش دادن به حرف‌های او عاجز شوند. مستر آسلی این رفتار راوی را می‌پسندد و لذا با او طرح دوستی می‌ریزد و ضمن گفتگوهایش با او فاش می‌کند که مادمازل بلانش و دوگریو هیچ‌کدام حقیقتاً نسب اشرافی ندارند.
خالهٔ ژنرال - که ملّاکی پیر در مسکو است، سخت بیمار است. ژنرال به این امید که با مرگ او با ارثی که دریافت خواهد کرد به کارهایش سامانی خواهد داد، به تکاپو می‌افتد و مرتّب تلگراف‌هایی به مسکو می‌فرستد تا از وضعیّت سلامتی خاله که او را «مادر بزرگ» خطاب می‌کنند با خبر شود. بلانش و دوگریو که هرکدام به سهم خویش برای این پول‌ها دندان تیز کرده‌اند، مشوّق ژنرال در ارسال پی‌درپی تلگراف‌ها هستند.
در همین اثناء، پولینا که تنها سلوک پیشینش با راوی خلاصه در ریشخند کردن احساسات او نسبت به خودش می‌شده، نزد راوی می‌آید و پولی به او می‌سپارد و از او می‌خواهد که به کازینو برود و برایش بازی کند. پولینا از گفتن این که انگیزه‌اش از این کار چیست طفره می‌رود و راوی با خودش فکر می‌کند که او حتماً احتیاج مالی قابل ملاحظه‌ای دارد که دست به دامان قمار شده وگرنه بعید است که هدف او صرفاً تفریح باشد. راوی در حالی که سرمایهٔ پولینا را افزایش داده نزد او بازمی‌گردد ولی بار هم با رفتار تحقیرآمیز پولینا مواجه می‌شود. با این همه، می‌پذیرد که به دو شرط دوباره برای او بازی کند: اول این که پولینا انگیزهٔ خودش را از این امر با او در میان بگذارد و دوم این که در صورت برد مبلغ را برای پاداش دادن به راوی نصف نکند. راوی در دفعات بعد در بازی شکست می‌خورد؛ ولیکن این‌طور وانمود می‌کند که آنچه باخته سرمایه خودش بوده تا آبروی پولینا حفظ شود. پولینا بی‌توجه به همهٔ این‌ها مرتب راوی را مسخره می‌کند. خصوصاً به او یادآوری می‌کند که ضمن گردشی که قبلاً در کوهستان داشته‌اند به او گفته‌است که اگر پولینا اراده کند خودش را در درّه می‌اندازد. پولینا برای این که جرأت راوی را به چالش بکشد از او می‌خواهد به بارون و بارونسی که در هتل آن‌ها اقامت دارند اهانت کند. راوی در کمال ناباوری پولینا پیش چشمان بارون متلکی که حاکی از علاقهٔ او به بارونس است، به بارونس می‌گوید و در گستاخانه در جواب خشم بارون لهجهٔ برلینی او را با تمسخر تقلید می‌کند.
بارون شکایت راوی را به ژنرال می‌برد و ژنرال که از یک سو نگران موقعیت اجتماعی سخت متزلزل خود است و از سوی دیگر از طرف بلانش که سال قبل با بارون در همین شهر اصطکاکی داشته و مایل نیست خاطرهٔ ماجرا زنده شود، تحت فشار قرار می‌گیرد و بی‌درنگ عذر آلکسی ایوانوویچ را می‌خواهد و او را به خاطر عدم نزاکتش شماتت می‌کند. راوی با خون‌سردی در توجیه رفتارش آسمان و ریسمان می‌بافد و در نهایت می‌گوید بارون با این کارش به او توهین کرده‌است. چرا که او را آن‌قدر صغیر و وابسته دانسته که نتواند مسئولیت کارهایش را برعهده گیرد و شکایت او را به ژنرال برده. راوی ژنرال را تهدید می‌کند که حتماً از بارون در این زمینه به واسطهٔ مستر آسلی توضیح خواهد خواست و اگر توضیح لازم و عذرخواهی او را دریافت نکند، وی را به دوئل دعوت می‌کند. ژنرال از این بی‌باکی راوی به وحشت می‌افتد و سعی می‌کند با تطمیع او را آرام کند؛ ولی میل شیطنت آمیز راوی به رسوایی به بار آوردن باعث می‌شود که او لج کند. دوگریو برای این که راوی را از تصمیمش منصرف کند واسطه می‌شود و چون سرسختی او را می‌بیند، دست‌خطّی از پولینا به او نشان می‌دهد که از او می‌خواهد ماجرا را تمام کند. راوی به خواست پولینا تن می‌دهد؛ ولی سخت به رابطهٔ او و دوگریو مشکوک می‌شود و حدس می‌زند که پولینا از جانب او و ژنرال تحت فشار بوده که این نامه را نوشته.
چندی بعد در میانهٔ حیرت همگان مادربزرگ با خدم و حشم خود به رولتنبورگ می‌آید. او نه تنها در حال احتضار نیست، بلکه برای تکمیل معالجات خود و استفاده از آب معدنی شفابخش به رولتنبورگ آمده‌است. مادربزرگ به ژنرال می‌گوید که از تلگرام‌هایی که او به مسکو فرستاده آگاه است و می‌داند که آن‌ها در آرزوی مرگ او بوده‌اند. مادربزرگ در حالی که راوی را مأمور می‌کند که شهر را نشان او بدهد، به کازینو می‌رود و با اصرار عجیبش به شرط بستن روی عدد صفر ۱۳۰۰۰ فردریک طلا معادل حدود ۸۰۰۰ روبل برنده می‌شود. مادربزرگ سرمست از پیروزی خودش شب را به بذل و بخشش می‌گذارند و فردا دوباره به کازینو بازمی‌گردد؛ ولی این‌بار سخت می‌بازد. کار به جایی می‌کشد که پول نقدی برای مادربزرگ باقی نمی‌ماند. یک بنگاه مالی و اعتباری اسناد و اوراق بهادار مادربزرگ را به ثمن بخس از او می‌خرد و مادربزرگ با پول نقد حاصل بازی می‌کند و باز می‌بازد. ژنرال و دوگریو وحشت‌زده از این که مادربزرگ تمام اموالش را بر باد دهد، سعی می‌کنند با تهدید او را از ادامهٔ قمار منصرف کنند؛ ولی این‌ها هیچ‌کدام افاقه نمی‌کند. در حالی که راوی دیگر با مادربزرگ در کازینو همراهی نمی‌کند، او با راهنمایی لهستانی‌های شیّادی که دورش را گرفته‌اند آخرین پول‌هایش را می‌بازد و در حالی که فقط به اندازهٔ بازگشت به مسکو برایش پول باقی مانده، رولتنبورگ را به مقصد مسکو ترک می‌کند. قبل از رفتن، از رفتار خودش ابراز ندامت می‌کند و به پولینا پیشنهاد می‌دهد به مسکو بیاید و با او زندگی کند. پولینا که می‌داند ژنرال چنان مفتون عشق بلانش است که کاملاً فرزندخوانده‌هایش را فراموش کرده‌است، از ترس سرنوشت خواهر و برادر کوچکش، درخواست مادربزرگ را مؤدبانه رد می‌کند. بلانش که می‌بیند ژنرال آه در بساط ندارد، او را ترک می‌کند و با پرنس نیلسکی گرم می‌گیرد. ژنرال ضربه روحی شدیدی می‌خورد و تقریباً دیوانه می‌شود. عمر رابطهٔ بلانش با پرنس هم چندان به طول نمی‌انجامد.
در همین اثناء، راوی شبی در بازگشت به اتاقش در هتل، پولینا را آن‌جا می‌یابد. پولینا در حالی که سخت مشوّش است، اعتراف می‌کند که معشوقهٔ دوگریو بوده‌است. پولینا نامهٔ دوگریو را به راوی نشان می‌دهد که حاکی از آن است که با وجود بدهی سنگین ژنرال به او حاضر است ۵۰۰۰۰ فرانک به تلافی محبت‌های پولینا به آنها تخفیف بدهد. پولینا با نفرت می‌گوید که کاش ۵۰۰۰۰ فرانک داشت تا آن را در صورت دوگریو می‌کوبید و بی‌مهری او را تلافی می‌کرد. راوی در حالتی نامتعادل و نشئت‌زده از هتل به کازینو می‌رود و بعد از ساعت‌ها بازی با مبلفی عظیم از بردهایش چنان‌که جیب‌هایش مملو از اسکناس و طلا است و نمی‌تواند راه برود به هتل بازمی‌گردد. پولینا در ابتدا فکر می‌کند که راوی مانند دوگریو می‌خواهد او را با پول بخرد ولی بعد از آن به راوی محبت می‌کند و در صحبت‌های هذیان گونه‌اش اشاره می‌کند که او همان شب با آسلی قرار داشته و چه بسا آسلی همین الان پشت پنجره هتل منتظر او باشد. صبح، پولینا ۵۰۰۰۰ فرانک از راوی طلب می‌کند و وقتی راوی تقاضای او را اجابت می‌کند، پولینا پول‌ها را با تحقیر به صورت او می‌کوبد و از اتاقش می‌گریزد. راوی که مطمئن شده سلامت عقل پولینا زائل گشته‌است، در جستجوی او نزد مستر آسلی می‌رود. آسلی سربسته می‌گوید که پولینا نزد او است و گو این که از سرنوشت محتوم راوی آگاه باشد پیش‌بینی می‌کند که آلکسی ایوانوویچ همان روز رولتنبورگ را به مقصد پاریس ترک خواهد کرد. وقتی راوی بازمی‌گردد، بلانش با عشوه او را برای این که در سفر به پاریس همراهی‌اش کند، اغوا می‌کند. راوی می‌پذیرد که همراه بلانش به پاریس برود.
در پاریس، بلانش پول‌های آلکسی ایوانوویچ را به نحوی افسارگسیخته در راه امور تجمّلی مثل اسب و کالسکۀ مجلّل، مهمانی‌های رقص شبانه و آپارتمان‌های گران‌قیمت خرج می‌کند. او در این میانه از پول‌های خود راوی به او خرجی می‌دهد و نه تنها رابطهٔ عاطفی با او ندارد، بلکه مرتب با معشوق خود، آلبر، دیدار می‌کند. وقتی بلانش متوجه می‌شود که بی‌توجهی راوی به کارهای او نه از سر ساده‌لوحی، که برخاسته از درویش مسلکی و مناعت طبع ذاتی او است، به او ابراز علاقه می‌کند؛ ولی راوی وقعی به او نمی‌نهد. ژنرال در تعقیب بلانش به پاریس می‌آید و بلانش که حالا با پول‌های راوی ظاهر زندگی خود را ساخته، برای مستحکم کردن جایگاه اجتماعی خودش با ژنرال سرانجام ازدواج می‌کند و خرج عروسی را از آخرین اموال باقی‌ماندهٔ آلکسی ایوانوویچ می‌پردازد.
راوی پاریس را ترک می‌کند و در سفرهای پی در پی در شهرهای اروپایی بیش‌تر و بیش‌تر در باتلاق اعتیاد به قمار فرومی‌رود. کار به جایی می‌کشد که به دلیل عجز از پرداخت مبلغ باختش به زندان می‌افتد، ولی ناشناسی که تا پایان داستان مشخص نمی‌شود کیست، قرض او را پرداخته و از حبس خارجش می‌کند. بعد از آزادی در سمت منشی برای یک آلمانی فرومایه کار می‌کند و چون صاحب‌کارش بی‌پول می‌شود، مقرری او را تا حقوق یک نوکر ساده کم می‌کند. راوی در یک قمار پول زیادی برنده می‌شود و صاحب کارش را ترک می‌کند تا به هامبورگ برود؛ ولی درست نیم ساعت قبل از سوار شدن به قطار، عمدۀ پولش را در کازینو می‌بازد. چندی بعد در هامبورگ در پارکی مستر آسلی را می‌بیند و از او احوال پولینا را می‌پرسد. آسلی با اکراه تعریف می‌کند که مادربزرگ در مسکو مرده‌است و مبلغی برای پولینا به ارث گذاشته‌است. پولینا در حال حاضر با خانوادهٔ خواهر آسلی در سوئیس به سر می‌برد. ژنرال از ارثیهٔ مادربزرگ بی‌نصیب نمانده، ولی خود او هم چندی پیش قالب تهی کرده و اموالش همه به بلانش رسیده‌است. راوی اکراه آسلی در حرف زدن دربارهٔ پولینا را حمل بر این می‌کند که او نیز مانند خودش مورد بی‌مهری پولینا قرار گرفته‌است. از همین رو با یادآوری رابطهٔ پولینا با دوگریو نطق قرایی در این باب که دن ژوئن‌های فرانسوی همانند دوگریو همواره گوی سبقت را در دلبری از دوشیزگان روس از امثال خودش و آسلی خواهند ربود، می‌کند. آسلی از حرف‌های راوی به خشم می‌آید و فاش می‌کند که علّت حضور او در هامبورگ این است که پولینا برای آگاهی از احوال راوی او را به آن‌جا فرستاده و پولینا به راوی علاقه‌مند است. راوی با شنیدن این حرف منقلب می‌شود. آسلی هنگام خداحافظی ۱۰ لویی پول به راوی می‌دهد و به او می‌گوید که اگر ایمان داشت او قمار را ترک می‌کند ۱۰۰۰ لیره به او می‌داد تا کاری جدید برای خودش راه بیندازد؛ ولی در شرایط کنونی فکر می‌کند که ۱۰ لویی و ۱۰۰۰ لیره برای راوی فرقی ندارد. راوی با آسلی روبوسی می‌کند و از او خداحافظی می‌کند. او با شنیدن مهر پولینا به خودش برای ترک قمار انگیزه پیدا کرده‌است و در اندیشه است که هامبورگ را به مقصد سوئیس ترک کند. او به یاد می‌آورد که چگونه یک روز در حالی که فقط یک گلدن در جیب داشت، شکست خورده از کازینو بیرون آمده بود، ولی با اراده بازگشته بود و با سرمایه‌ای چند برابر کازینو را ترک کرده بود. او با خود می‌اندیشد که باز هم می‌تواند بعد از شکست برخیزد، بعد از مرگ زنده شود و همه چیز را عوض کند.

## طرح کلی کتاب
دربرگیرنده مناسبات و روابطی است که تمامی انسان‌ها در زندگی روزمره با آن مواجه هستند و مشغلهٔ شخصیت‌های داستان نیز از نوع مشغله‌های ذهنی تمامی انسان‌ها است. دغدغه‌هایی همچون، ثروت، شهرت و… بدین ترتیب ما با یک روایت کاملاً رئال مواجه هستیم.
زندگی در نظر داستایوفسکی همچون یک بازی قمار است که انسان در آن وجود دارد تا فقط انتخاب کند و گردانه را بچرخاند، و اینکه «این انتخاب آیا موفّقیّت و پیروزی دربردارد یا خیر؟» چیزی فرای دستان قدرت بشریت است.
نکته جالب و ظریفی که در قمارباز داستایوفسکی به چشم می‌خورد همزمانی اتفاقات و رویدادهای غافلگیرکننده داستان با خارج شدن از قمارخانه است. یعنی تمام اتفاقات که داستان را می‌بافند زمانی رخ می‌دهد که یکی از شخصیتهای داستان از بازی قمار فارغ شده و در حال بازگشت از قمار خانه به مسافرخانه هستند. بطوریکه گویی آنان به هنگام وارد شدن به قمارخانه گردانهٔ زندگی را به حرکت درمی‌آورند و هر بار بر روی عددی -شرایطی- خاص نشانهٔ گردانه می‌ایستد و چگونگی ادامه زندگیِشان را رقم می‌زند.

## ترجمه‌های فارسی
همانند بسیاری از آثار کلاسیک ادبیّات روسیه، این اثر هم ابتدا نه از زبان اصلی خودش، بلکه از فرانسه به فارسی برگردانده شد. ترجمهٔ جلال آل‌احمد از این اثر از مشهورترین کارهای وی در حوزهٔ ترجمه به‌شمار می‌رود که توسّط انتشارات فردوسی منتشر شده‌است. سروش حبیبی این اثر را مستقیماً از زبان روسی به فارسی برگردانده است و ترجمهٔ وی توسط نشر چشمه منتشر شده‌است.
فهرستی از مترجمان این اثر به فارسی در زیر آمده‌است.
- جلال آل احمد
- صالح حسینی
- سروش حبیبی
- مهرداد مهرین
- حمیدرضا آتش برآب